# Elena Sedina
Elena Sedina est une joueuse d'échecs italienne d'origine ukrainienne née le 1er juin 1968 à Kiev en Union Soviétique.
Au 1er juin 2017, Elena Sedina est la troisième joueuse italienne avec un classement Elo de 2 269 points.

## Biographie et carrière
Championne d'Ukraine en 1988 et 1990, Sedina a obtenu le titre de maître international (mixte) en 1999.
Elle a représenté l'Ukraine lors de quatre olympiades féminines de 1994 à 2000, remportant trois médailles individuelles : la médaille d'or individuelle en 1992 pour le meilleur score au premier échiquier de réserve (10,5 points sur 12), la médaille d'argent individuelle pour la meilleure performance, tous échiquier confondus de l'olympiade féminine de 1994 (performance Elo de 2 614 points) et la médaille de bronze individuelle au roisième échiquier lors de l'olympiade de 1996.
Depuis 2001, elle représente l'Italie dans les compétitions internationales. En 2005, elle fut la première femme à remporter l'Open international d'Australie.

### Championnats du monde féminins
Lors du  championnat du monde d'échecs féminin de 2001, Sedina battit au premier tour Olga Alexandrova avant de perdre au deuxième tour face à Maïa Tchibourdanidzé.
En 2004, elle fut éliminée au premier tour du championnat du monde féminin par Elina Danielian.
En 2008, Elena Sedina finit troisième ex æquo du championnat d'Europe individuel féminin, ce qui la qualifiait pour le championnat du monde féminin de 2008 où elle battit au premier tour Irina Krush, puis au deuxième tour la Vietnamienne Nguyen Thi Thanh An avant d'être éliminée en huitième de finale par Hou Yifan.